# Critérium du Québec
Il Critérium du Québec, meglio noto come Rally del Canada, è una manifestazione automobilistica, inserita nel calendario WRC dal 1977 al 1979.

## Edizioni
| Anno | Denominazione                 | Vincitori                          | Auto                  | Validità                  |
| ---- | ----------------------------- | ---------------------------------- | --------------------- | ------------------------- |
| 1973 | 1° Critérium du Québec        | Walter Boyce ?                     | Toyota Corolla E20    | Campionato canadese rally |
| 1974 | 2° Critérium du Québec        | Jean-Paul Pérusse John Bellefleur  | Fiat 124 Abarth Rally | Campionato canadese rally |
| 1975 | 3° Critérium du Québec        | John Buffum Vicki                  | Porsche 911 S         | Campionato canadese rally |
| 1976 | 4° Critérium du Québec        | Taisto Heinonen Tom Burgess        | Renault 17            | Campionato canadese rally |
| 1977 | 5° Critérium Molson du Québec | Timo Salonen Jaakko Markkula       | Fiat 131 Abarth       | Mondiale                  |
| 1978 | 6° Critérium Molson du Québec | Walter Röhrl Christian Geistdörfer | Fiat 131 Abarth       | Mondiale                  |
| 1979 | 7° Critérium Molson du Québec | Björn Waldegård Hans Thorszelius   | Ford Escort RS1800    | Mondiale                  |
| 1980 | 8° Critérium Molson du Québec |                                    |                       |                           |